# Volkhves

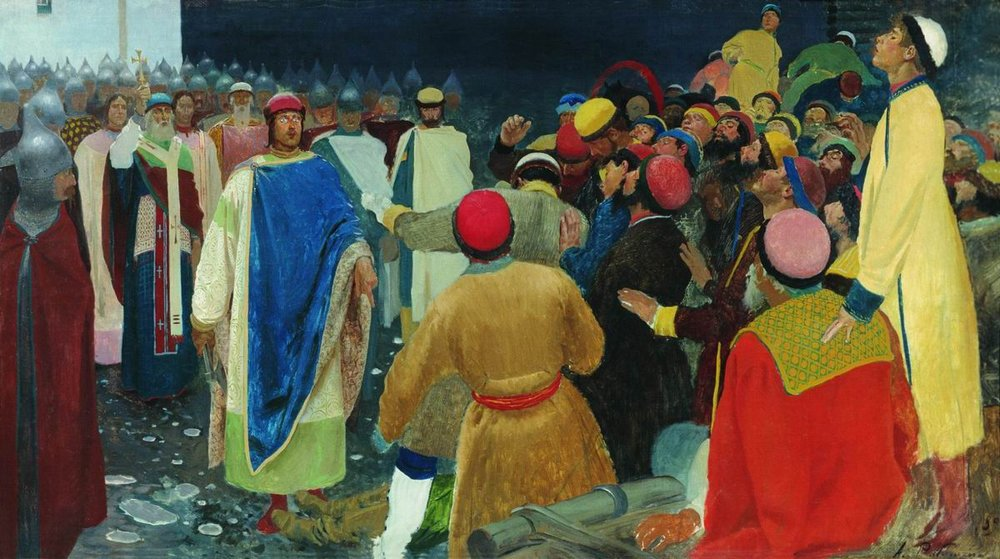
Andreï Petrovitch Riaboutchkine, le prince Gleb Sviatoslavitch tue un volkhve à Novgorod

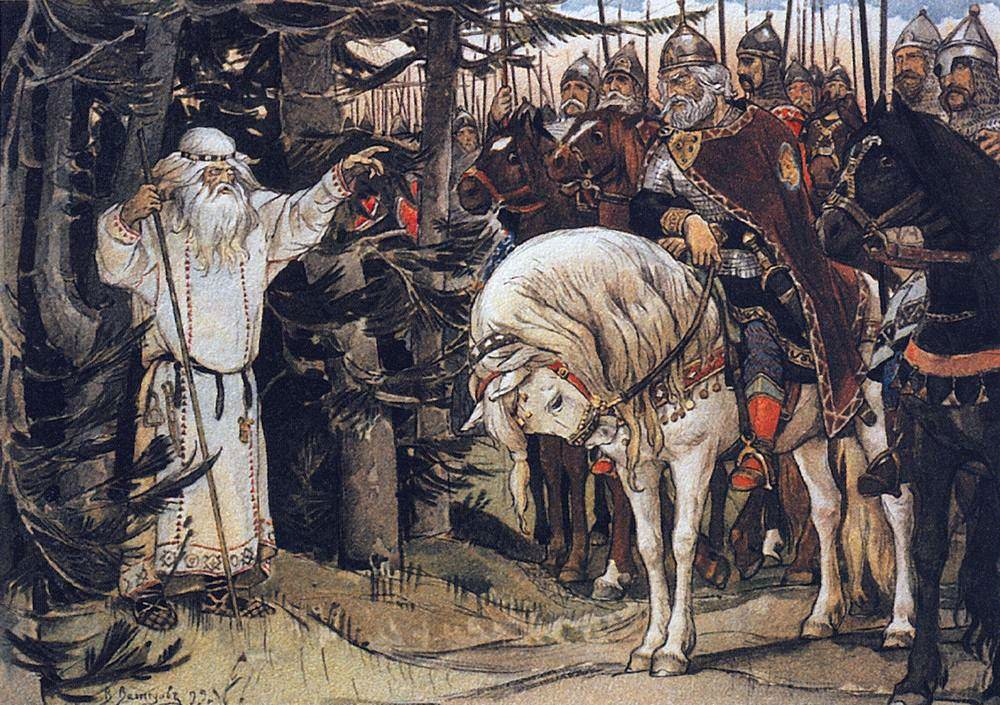
Le prince Oleg le Sage rencontre un Volkhve

Les volkhves (en russe : волхвы, « mage, faiseur de merveilles ») sont des magiciens du monde slave pré-chrétien. Les volkhves sont supposés posséder des pouvoirs surnaturels, en particulier la capacité à prédire l'avenir. La première référence littéraire à un volkhve se trouve dans la Chronique des temps passés et remonte à 912 ; là, le prêtre-devin prédit la mort du prince Oleg le Sage. 

## Histoire
Avec l'adoption du christianisme, les prêtres païens sont persécutés, notamment dans des chasses aux sorcières du XVIe siècle au XVIIIe siècle, et se réfugient aux périphéries du territoire contrôlé par l'État et l'Église où ils peuvent rassembler les paysans mécontents de l'Église. Ainsi Novgorod et Pskov semblent avoir été des centres actifs.
Les volkhves sont à l'origine protégés par le prince de Polotsk Bratchislav dans leur lutte contre Iaroslav le Sage. Ce dernier fait notamment détruire le temple à Vélès à l'emplacement de la future ville de Iaroslavl vers 1110 et réprime l'insurrection menée par les volkhves dans la principauté de Rostov en 1024. 
Le règne du fils de Bratchislav, Vseslav de Kiev est marqué, selon Le Dit de la campagne d'Igor, par la magie. Les chants des bylines ont d'ailleurs retenu ce trait et créé le personnage héroïque de Volkhe Vseslavitch en jouant sur l'ambiguïté du terme de volkhe, magicien ou loup ; ce bogatyr serait le fils d'un serpent et d'une princesse et pourrait se transformer lui-même en loup ou en tout autre animal.
En Russie, le terme de volkhve est assimilé à celui de sage, mage, magicien et le nom désigne encore les mages, les magiciens et devins. Le synode de l'Église orthodoxe lui-même a traduit par ce mot le roi mage du Nouveau Testament (Matthieu, 2, 1).